# Hogstorp
Hogstorp est une localité de Suède située dans la commune d'Uddevalla du comté de Västra Götaland. Elle couvre une superficie de 0,39 km2. En 2010, elle compte 373 habitants.